# جوسيف ويلهلم
جوسيف ويلهلم هو لاعب جمباز فني سويسري، ولد في 1892، وتوفي في 1956.

## وصلات خارجية
- جوسيف ويلهلم على موقع أوليمبيديا (الإنجليزية)